# Rock My Religion
Rock My Religion è un film d'arte e documentario sperimentale diretto da Dan Graham nel 1984 e spesso catalogato come espressione del cinema no wave. Con lo stesso titolo l'artista pubblicò una raccolta di saggi scritti dal 1965 al 1990.

## Trama
Rock My Religion fu realizzato da Dan Graham tra il 1982 e il 1984. Il film è composto principalmente da montaggi fotografici e audiovisivi utilizzando materiale d'archivio televisivo e contiene musiche originali di Glenn Branca (Theme for a Drive Through Suburbia) e Sonic Youth (Shaking Hell and Brother James). Il film inizia concentrando l'attenzione sui risvegli religiosi di nuove sette cristiane statunitensi, per poi sviluppare e dimostrare interessanti legami tra religione e musica rock includendo forme di trance come le danze estatiche degli Shakers alla danza degli spiriti dei nativi americani.

## Produzione
Il film è stato prodotto da Dan Graham e dal Moderna Museet. L'editing fu affidato a Matt Danowski, Derek Graham, Iam Murray e Tony Oursler. Il montaggio preliminare fu effettuato presso il Nova Scotia College of Art and Design e presso lo Young Filmmakers di New York City. La post-produzione fu effettuata presso l'Electronic Arts Intermix, presso la Charles Street Video di Toronto e presso la Number Seventeen Video Facility di New York City. 
Tra i finanziatori del progetto vi furono il già citato Moderna Museet, i New York State Council on the Arts, il CAPS Grant ed il Women's Interart Center.